# جون كين (كاتب)
جون كين (بالإنجليزية: John Keene)‏ (18 يونيو 1965، سانت لويس في الولايات المتحدة)؛ شاعر، كاتب وروائي أمريكي.